# Markt Gruppe
Die Markt Gruppe Holding GmbH & Co. KG (Eigenschreibweise „markt.gruppe Holding GmbH & Co. KG“) mit Sitz in München ist eine Dachgesellschaft für Online-Kleinanzeigenportale, die vor allem im Verbund mit Tageszeitungen arbeitet. Eigentümer der Holding sind je zur Hälfte die Ippen Mediengruppe und – über die Beteiligungsgesellschaft ProServ – Medien Service Gesellschaft mbH – die Rheinische Post Mediengruppe.
Die Dachgesellschaft betreibt, zum Teil mit Partnern, in rechtlich eigenständigen Tochterunternehmen mehrere Online-Portale für private und gewerbliche Kleinanzeigen, darunter Markt.de, Immowelt.de, Stellenanzeigen.de, Motoso.de, Trauer.de, Bauen.de, Ferienwohnung.com und Kalaydo. Das wichtigste Portal Markt.de erreichte im Januar 2019 laut Informationsgemeinschaft zur Feststellung der Verbreitung von Werbeträgern 22 Millionen Besucher und 461 Millionen Seitenaufrufe.
Neben den online übermittelten Kleinanzeigen werden auch Inserate aus den regionalen Tageszeitungen der Partnerverlage auf den Internetseiten veröffentlicht. Die Markt Gruppe gibt die Anzahl der Partner mit über 150 Zeitungstiteln aus mehr als 50 Verlagen an.

## Geschichte
Zur Vermarktung von Kleinanzeigen gründeten 2003 die Verlagsgruppe Georg von Holtzbrinck (über die Beteiligungsgesellschaft ProServ), die Ippen Mediengruppe und die damalige WAZ Mediengruppe (heute Funke Mediengruppe) mit je einem Drittel Anteil das Gemeinschaftsunternehmen ISA GmbH & Co. KG. Im September 2005 startete dieses Unternehmen den Online-Kleinanzeigendienst Markt.de. 2008 wurde das Mutterunternehmen in Markt Gruppe GmbH & Co. KG umbenannt. 
Die Beteiligungsgesellschaft ProServ - Medien Service Gesellschaft mbH wurde 2001 als Teil des Holtzbrinck-Konzerns in München gegründet. Zur Hälfte war sie im direkten Eigentum der Holtzbrinck-Verlagsgruppe, je ein Sechstel Anteil hielten der mehrheitlich Holtzbrinck gehörende Saarbrücker Zeitung Verlag und Druckerei sowie dessen hundertprozentige Tochterunternehmen Trierischer Volksfreund und Lausitzer Rundschau. 2012 gab die Holtzbrinck-Gruppe das Regionalzeitungsgeschäft auf und verkaufte ihren Anteil an der Saarbrücker Verlagsgruppe an den Miteigentümer Gesellschaft für Staatsbürgerliche Bildung Saar mbH (GSB). Diese verkaufte 2013 einen Eigentumsanteil von 56 Prozent an die Rheinische Post Mediengruppe als neuer Konzernmutter. 28 Prozent der Saarbrücker Verlagsgruppe blieben im Eigentum der GSB, 16 Prozent gehören einer Beteiligungsgesellschaft der Mitarbeiter. Unmittelbar darauf verkaufte die Holtzbrinck-Gruppe auch ihren direkten Eigentumsanteil an ProServ an die Rheinische Post. ProServ zog kurz danach an den Unternehmenssitz der Rheinischen Post in Düsseldorf um und wird in Personalunion vom Vorsitzenden der Geschäftsführung der Rheinischen Post Mediengruppe geleitet. Daher ist die Rheinische Post nicht Alleineigentümerin der Beteiligungsgesellschaft, hat aber die alleinige unternehmerische Leitung.
2014 verkaufte die Funke Mediengruppe ihren Eigentumsanteil zu gleichen Teilen an die beiden Mitgesellschafter. Seitdem halten ProServ und die Ippen-Mediengruppe je die Hälfte der Eigentumsanteile der Markt Gruppe.